# Osičky
Osičky település Csehországban, a Hradec Králové-i járásban. Osičky Dolany, Osice, Dobřenice, Syrovátka és Rohoznice településekkel határos. Lakosainak száma 153 fő (2024. január 1.).

## Népesség
A település lakosságának változását az alábbi diagram mutatja:
| Lakosok száma | 294  | 307  | 313  | 223  | 143  | 133  | 161  | 165  | 154  | 153  |
|               | 1869 | 1890 | 1921 | 1950 | 1980 | 2001 | 2017 | 2019 | 2022 | 2024 |